# بانجيا

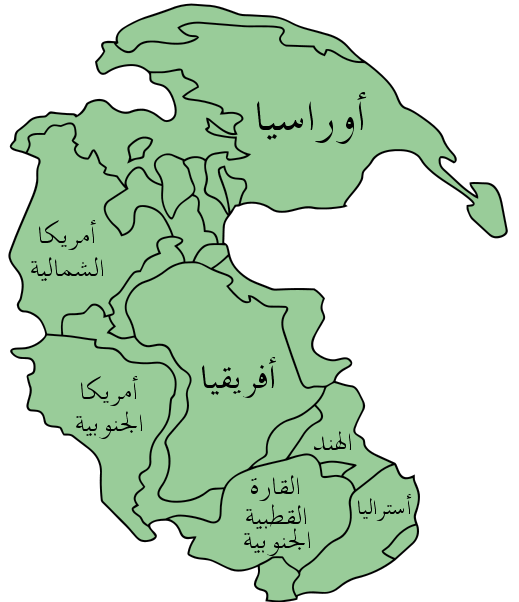
قارة بنجيا ؛ قبل 250 مليون سنة.

قارة بانجيا أو أم القارات أو البَنْجَة «من البِنْج أي الأصل»، كما تعني الأرض باللغة الإغريقية، هي تلك القارة العملاقة التي يعتقد العلماء أنها كانت موجودة قبل 360 مليون عام خلت، قبل أن تنفصل لينتج منها القارات المعروفة اليوم. البانجيا بدأت تتكسر قبل نحو 210 مليون عام تقريباً. يطلق على هذه القارة في اللغة العربية أحياناً اسم «القارة الأم» أو “القارة الفائقة ” لأنها أصل القارات جميعاً. تدل جيولوجية القارات وأشكالها على أنها كانت متصلة معاً يوماً ما.
استخدم هذا المصطلح أول مرة منشئ نظرية الانجراف القاري العالم الألماني ألفريد فاجنر عام 1912.

## تفكك قارة بانجيا

القارات قبل وبعد الانفصال

الملاحظات القديمة باستثناء الأحداث المفاجئة كالزلازل والبراكين والانزلاقات الأرضية فإن معظم معالم سطح الأرض لا تظهر تغيرا نسبياً في أثناء حياة الإنسان.
ومع ذلك فإن الأرض مرت بتغيرات كثيرة عبر تاريخها الطويل الموثق في سلم الزمن الجيولوجي. وأول من اقترح فكرة تغير المعالم الرئيسة للأرض هم رُسَّام الخرائط. ففي نهاية القرن الخامس عشر لاحظ رسام الخرائط الهولندي إبراهام أورتيليوس تطابقاً بين حافات القارات على جانبي المحيط الأطلسي فاقترح أن القارتين الأمريكيتين الشمالية والجنوبية قد انفصلتا عن قارتي أوروبا وإفريقيا بسبب الزلازل والفيضانات وقد لاحظ العديد من العلماء وجود تطابق بين الحوافّ القارية. وتوضح صورة القارات قبل وبعد الانفصال ذلك.